# Hercule Poirot
Hercule Poirot er den hyppigst optrædende og – sammen med Miss Marple – den bedst kendte af forfatterinden Agatha Christies fiktive detektiver. Han er hovedpersonen i Christies første bog fra 1920, De låsede Døre. Manuskriptet var færdigt i 1916 og blev sendt til flere forlag, men blev først antaget af The Bodley Head i 1926, som havde haft det liggende i næsten to år. Poirot optræder i 33 romaner og 54 noveller. Alle romanerne og de fleste af novellerne er oversat til dansk.
Christie beskriver Poirot som født i den fransktalende del af Belgien. Som fuldvoksen er han blot ca. 160 cm høj og aparte af udseende. Et særligt kendetegn er det æggeformede hoved, der hælder en smule til den ene side. Hans velplejede moustache beskrives som imponerende, og efter engelsk opfattelse er han lapset. Han er i besiddelse af en usædvanlig logisk sans, som afspejler sig i en systematisk livsførelse og usædvanlig evne til at opklare forbrydelser, som politiet fejlfortolker. Samtidig er han excentrisk i sin adfærd, hvilket irriterer mange i hans omgangskreds, ikke mindst hans nærmeste venner. Han har haft en karriere i det belgiske politikorps, inden han som flygtning kommer til England under 1. verdenskrig. Her møder han på godset Styles sin ven og hjælper kaptajn Arthur Hastings, der optræder som fortæller i otte romaner og adskillige noveller. Poirot bosætter sig senere i romanserien i London, men han er ofte på udenlandsrejse, og en del af hans største succeser som detektiv sker på disse rejser.
De fleste Poirot-fortællinger foregår i England, men andre foregår i Orienten og ved Rivieraen. Kriminalforfatterinden Ariadne Oliver (Agatha Christies selvkarikatur) deltager sammen med Poirot i opklaringen af Kortene på bordet fra 1936 og fem af hans senere sager. Andre tilbagevendende bipersoner er Inspector Japp fra Scotland Yard, Poirots sekretær Miss Lemon og den perfekte tjener, George.
Christie offentliggjorde ikke det nøjagtige årstal for Poirots død, men hans sidste sag blev beskrevet af Hastings i Tæppefald fra 1975. Som den eneste fiktive person nogensinde fik Hercule Poirot sin nekrolog bragt i New York Times.
Poirot er portrætteret på film af Albert Finney, Peter Ustinov og Kenneth Branagh samt i en tv-serie på 75 afsnit af David Suchet. Denne serie omfatter samtlige romaner og 42 noveller.

## Opvækst
Hercule Poirot er belgier og sandsynligvis født i eller ved landsbyen Ellezelles i Ardennerne. Der er imidlertid en del mystik om hans fødselsdato og barndom, som Agatha Christie først gav oplysninger om efter nogle år efter at have skabt ham. Den mest udførlige kommentar om barndommen forekommer i Mord for åbent tæppe, hvor han afslører, at han som barn var opvokset i trange kår med mange søskende Ved flere lejligheder betror han Hastings, at sammenhold i familien er af største betydning. Det fremgår af små bemærkninger, som han fremsætter under afhøringer af mistænkte eller vidner, at moderen styrede hjemmet, og han udtrykker ofte stor respekt for moderens betydning for barnets opvækst.
Der opstår imidlertid problemer, når hans familieforhold analyseres i detaljer. I flere tilfælde lader Christie ham opdigte slægtninge, som hævdes at have været i samme situation som et vidne, han afhører. I sagen om De fire store er det tvillingebroderen Achilles, mens det i andre tilfælde er en handikappet nevø eller onkel.
På trods af de vanskelige kår, han angiveligt opvoksede under, lærte han bl.a. engelsk og blev ansat i det belgiske politi.

## Karriereforløb
Det fremgår af forfatterskabet, at Hercule Poirot som ung var ansat i det belgiske politikorps og var politiofficer i Bruxelles, hvor han var i aktiv tjeneste i 1893. I Tæppefald afslører han, at han tidligt i karrieren var nødt til at skyde en "desperat kriminel", men senere i livet klarede han sig alene ved hjælp af sine "små grå celler". Han virkede senere i Antwerpen, hvor han samarbejdede med politiinspektør Japp i 1906. Han havde også deltaget i opklaringen af en sag i Oostende omkring år 1908 og fratrådte sin stilling nogle få år senere. Under 1. verdenskrig ankom han som flygtning til England, hvor han efter krigen etablerede sig som privatdetektiv.
Efter 1. verdenskrig fik Hercule Poirot opgaver for det britiske efterretningsvæsen og nogle celebre sager som privatdetektiv, hvor han blev assisteret af Hastings, inden han trak sig tilbage omkring 1925. Kort efter. påtager han sig dog endnu en sag i landsbyen King's Abbot, hvor han har bosat sig for at dyrke græskar. Opklaringen berettes af Dr. Sheppard, fordi Hastings i mellemtiden var blevet gift og havde bosat sig i Argentina. Allerede i en udgivelse året efter optræder Poirot i De fire store, der er en for den lille belgier atypisk jagt på et verdensomspændende forbrydersyndikat. Handlingen udspiller sig på flere kontinenter og forløber over næsten et år. Denne sag berettes af Hastings, som egentlig var vendt tilbage til England i forretningsanliggender, men foretrækker at følge Poirot. Det fremgår også af Hastings kommentarer, at jagten på syndikatets bagmænd fandt sted året før begivenhederne i Hvem dræbte?
Allerede i 1928 genoptog Poirot sin karriere som privatdetektiv med opklaringen af mordet i Det blå Tog, Hans interesse i at samarbejde med efterretningstjenesten svinder samtidigt, og han indrømmer, at han på dette tidspunkt opfatter politiske intriger som mindre interessante end "et net, lille mord". Som følge heraf afslår han bl.a. at assistere den engelske indenrigsminister i en for regeringen penibel sag. Hastings, der igen er på besøg i England, bliver stærkt chokeret over hans holdning. "Opklaringen af en sag, som den her skitserede, kunne have kastet yderligere glans over hans verdensberømmelse."
Hercule Poirot er dog ikke interesseret i "berømmelse og komplimenter", men udfordringer. Selv om han officielt har trukket sig tilbage, løser han i 1930'erne en række mordgåder, som politiet ikke har kunnet knække. 14 af disse er foreviget i romaner. En del af dem foregår i England som. Mord for åbent tæppe. Han bliver indblandet i sagen, fordi han overværer et mord, en detalje, som Christie gentager flere gange i senere værker. Omkring 1935 flytter han ind i en ny boligblok med centralvarme på adressen Whitehaven Mansions, London W1, lejlighed 203. Her er Hastings på besøg for første gang i 1935. Lejligheden er Poirots faste bopæl, indtil han i Tæppefald flytter ind på Styles.. Dette må være sket efter hans lange udlandsrejse, idet det fremgår af Mord i ørkenen , som blev udgivet i 1936, at han rejste til Mellemøsten ca. 4 år før offentliggørelsen af sagen. På rejserne opklarede han nogle af sine mest berømte sager, bl.a. de komplekse gåder i Mord i ørkenen, , Døden på Nilen og Stævnemøde med døden .
I de romaner, Christie offentliggør de følgende 35 år, viser Poirot i stigende grad interesse for de psykologiske aspekter af de sager, han påtager sig. Begrebet "psykologi" skal i denne sammenhæng ikke forstås i den strengt videnskabelige betydning. For Poirot er det et spørgsmål om studiet af menneskelige karaktertræk, som danner et sammenhængende psykologisk mønster. I Var hun uskyldig? fra 1942 vækker de psykologiske aspekter i sagen mod Ellinor Carlisle, der er anklaget for drab, således Poirots interesse, selv om han opklarer den ved at fremlægge "uomgængelige beviser". Han udvikler også en særlig fornøjelse ved at genoptage drabssager, der er henlagt eller afsluttet af politiet. Den første er Seksten år efter fra 1942, men også Dommen er afsagt, og Elefanter glemmer aldrig, er sager af denne type. Når alle spor i sagen for længst er slettet, kan den kun løses ved studier af de involveredes karaktertræk og de logiske følgeslutninger, der kan drages heraf. Det er en særlig udfordring for "de små grå celler".
Mod slutningen af sin karriere bliver Poirot mindre interesseret i at påtage sig sager, men af og til bliver han involveret i opklaringsarbejdet, især af sager som Mrs. Oliver pånøder ham. Efterhånden udvikler han en mere og mere inaktiv livsstil, hvor han bl.a. studerer uløste kriminalgåder og læser kriminalromaner. Han skriver endog en bog om kriminallitteratur.
Poirot dør i romanen Tæppefald fra 1975; tilsyneladende som følge af komplikationer efter et hjerteanfald, ligesom han til stor sorg for Hastings ikke når at afslutte den igangværende sag, som er baggrund for plottet i Tæppefald. Dødsfaldet er imidlertid som hele plottet i hans sidste sag mere indviklet end først antaget, og Poirot udpeger den mystiske seriemorder "x" i et brev, som Hastings modtager efter Poirots død. Som den eneste fiktive person nogensinde får Hercule Poirot sin nekrolog bragt i New York Times, som endog bringer den på forsiden.

## Kendetegn

### Fremtoning
Den mest udførlige beskrivelse af Poirots udseende findes i De låsede døre: 
Han var næppe mere end 160 cm høj, men bevægede sig med stor værdighed. Hans hoved var formet nøjagtig som et æg, og han hældede det altid en smule til den ene side. Hans moustache var meget velformet og militaristisk. Selv når hans ansigt var tildækket, ville spidserne af moustachen og den lyserøde opstoppernæse være synlige.
Mere end 30 år senere oplyser Christie, at han indsmører moustachen i pomade og snor spidserne opad, hvilket giver dem et imponerende udseende. Selv indrømmer Poirot, at den imponerende skægvækst efterhånden mister sin glans og må genopfriskes.
"Men ak, hvor kostbart det end er at genopfriske den naturlige farve, så forringer et eller andet dog I tidens løb hårvækstens kvalitet".
Poirot er mørkhåret, men efterhånden som det gråner, farver han det. På film fremstilles han ofte som tyndhåret, men Christie har kun få antydninger af, at han mangler noget af sin hårpragt. En af dem er, at hun lader en ung kvinde kysse ham på issen i taknemmelighed over, at han har støttet hende i en vanskelig situation. Ved slutningen af sin karriere, i Tæppefald, bærer han paryk og – til stor sorg for Hastings – falsk moustache.
Øjnene er bemærkelsesværdigt lyseblå, men har et grønt skær, der bliver tydeligere, når han har fundet et afgørende spor i en vanskelig sag. Allerede i debutromanen nævnes denne detalje, og nogle år senere understreget med dramatisk effekt: "I ca. ti minutter sad Poirot tavs som graven […] og for hvert minut fik hans øjne et stadigt mere grønt skær".
I De låsede døre bemærker Hastings, at Poirot halter slemt. Det må have været en midlertidig skade, opstået under 1. verdenskrig, for senere i karrieren springer han adræt op fra stolen, løber op ad trapper og bevæger sig smidigt og katteagtigt.
Hastings finder hans påklædning påfaldende lapset, en vurdering der bl.a. støttes af en af de mistænkte i Seksten år efter, Meredith Blake, som vurderer ham således: "Han så ærlig talt helt forfærdelig ud - helt forkerte klæder- knapstøvler! - og en gyselig moustache!" De aparte påklædningsgenstande er dog af høj kvalitet og pris, fx er han ofte iklædt silkehabit, og blandt de genstande, han pryder sig med, er en blomst i knaphullet, spidse, håndsyede lædersko, spadserestok og et lommeur, som han har arvet efter sin farfar. Han er bekymret for sin sarte hud, hvorfor han i solskin og efter mørkets frembrud går med hat for at beskytte ansigtet mod naturens luner. I lommerne har han både et silkelommetørklæde, en kam og et spejl, så han til enhver tid kan nette sit udseende.
Der er også plads til et cigaretetui af sølv, som indeholder hans foretrukne små, tynde russiske cigaretter.

### Karaktertræk
Hercule Poirot er meget diskret, både i sin professionelle karriere og i private spørgsmål. Det er yderst sjældent, at han taler om sit tidlige liv og sine personlige standpunkter. Han er i enhver henseende et vanemenneske, som foretrækker orden og metode og er tilhænger af symmetri. På trods af mange rejser til udlandet, er han et udpræget hjemmemenneske. Hans kvadratiske lejlighed i Whitehaven Mansions er møbleret med en kvadratisk lænestol foran en kvadratisk kamin. Skrivebordet er altid præget af symmetri blandt de genstande, der står på det og alle skuffer er ordnede efter et alfabetisk princip, ligesom bøgerne i bogreolen er opstillede på række efter højde. Til morgenmaden drikker han varm chokolade og spiser briocher. Hastings bemærker i øvrigt med beklagelse, at Poirot foretrækker Continental Breakfast. Efter morgenmaden læser han dagens aviser, hvilket i øvrigt i flere tilfælde involverer ham i en af de sager, der er omtalt i aviserne. Han begynder altid dagen med en kop kaffe præcis kl. 8, som hans tjener George serverer på en bakke ved siden af sengen. Herefter gør han omhyggeligt morgentoilette. Normalt åbner han posten med en fiks lille papirkniv inden han indtager sin morgenmad kl. 9. Han foretrækker bl.a., at æg er ensartede af form og størrelse og arrangerer ofte genstande, han synes er uordentlige, i snorlige rækker.: "Poirot gik tilbage til kaminen og ordnede omhyggeligt nipsgenstandene på hylden over den", er blot ét af mange eksempler på hans trang til at skabe orden..
Når han ikke er involveret i en sag, foretrækker han at indtage alle sine måltider hjemme. Efter ansættelsen af tjeneren i 1928 er det som regel ham, der tilbereder frokosten og af og til middagsmaden. Whitehaven Mansions har egen restaurant og bringer også maden til beboernes lejligheder, og det benytter Poirot sig flittigt af. Men han kan også selv lave mad, hvilket fremgår af hans tilbud om at lære Maureen Summerhayes at lave en god omelet. Når han spiser på restaurant foretrækker han Chez Ma Tante, der ejes af Gaston Bourdin, som normalt ikke hilser på gæsterne, men i Poirots tilfælde udviser ”nærmest ærbødig opmærksomhed”.
Hvis Poirot har en lille karakterbrist, må det være hans tendens til selvoptagethed. I mange tilfælde fremhæver han sine egne evner, også når det er unødvendigt for at opklare sagen.
""På det tidspunkt, da tragedien fandt sted, havde De da ikke læst Somerset Maughams Månen og Sixpence?". Angela stirrede på ham. "Jeg tror...jo det havde jeg ".."Hvorfra vidste De det?" -"Jeg ønskede blot at vise, at selv i bagateller er jeg noget af en troldmand. Der er ting, jeg ved, uden at nogen fortæller mig det."
Selv om Hastings ofte omtaler Poirot som "min gode ven", anser han ham for selvoptaget, i enkelte tilfælde endog indbildsk. Poirot selv forklarer dette karaktertræk med, at "en mand af min intelligens" har brug for en beundrende medhjælper. Når han selv understreger sin intelligens, er det dog også med et stænk af selvironi.
Selv om Poirot især i begyndelsen af karrieren af og til efterforsker sager af international, politisk betydning og lever af betydelige honorarer fra taknemmelige politikere og rigmænd, er hans motiv for at efterforske en sag, at den er "interessant og usædvanlig.". I enkelte tilfælde viser han sig som filantrop, bl.a. da han forærer 500₤ til lederen af en arkæologisk ekspedition.
Poirot er katolik, og hans kendskab til den katolske tro hjælper ham med at opklare en af de vanskeligste sager i hans karriere. Først sent i karrieren lader han en bemærkning falde om sin religiøse overbevisning, da han "efter en pludselig indskydelse" er gået ind i en romersk-katolsk kirke. Her møder han en af de mistænkte i sagen og anbefaler hende at skrifte, for at opnå "Guds barmhjertighed" og "få fred i sjælen". Hans holdninger til livets store spørgsmål i øvrigt og politiske anskuelser afsløres sjældent. Ofte vil han – som led i sin undersøgelse af en sag – blot give de mistænkte ret i deres synspunkter, men sådanne tilkendegivelser kan næppe tages til indtægt for hans personlige holdninger. Ved at tale de mistænkte efter munden får han dem til at tale, ligesom hans servile væsen giver dem indtryk af, at han er overfladisk i sin efterforskning. På baggrund af de konkrete omstændigheder virker det imidlertid sandsynligt, at han er helt ærlig, når han udtaler:
Der er ting, som er vigtigere end at finde morderen. Og retfærdighed er et smukt ord, men det er somme tider svært at sige nøjagtigt, hvad man mener med det. Eter min mening er det vigtigste at rense de uskyldige. 
.
En anden grundholdning er næsten lige så udtalt: Poirot anerkender ikke mord som løsningen på et problem, uanset hvor stor sympati, han måtte føle med gerningsmanden. I enkelte tilfælde afslører han således en morder, som han har et nært kendskab til eller venskab med. Det er dog bemærkelsesværdigt, at han på baggrund af sympati med en, der har begået en mindre forbrydelse, kan tillade, at denne slipper for straf. I enkelte tilfælde lader han endog drab under formildende omstændigheder passere. I en anden sag er han sikker på, at en bestemt person er morder. Han har dog endnu ikke afsløret pågældende, da han som en prøve bytter dennes kop te med den kop, som den mistænkte netop har skænket for sit næste offer. Poirot vælger denne løsning af hensyn til de pårørende. Hans mistanke var naturligvis korrekt, selv om sagen officielt henlægges med konklusionen, at den afdøde tog sit eget liv på grund af en depression.
I bl.a. Hvem dræbte?, Døden lurer og Tæppefald er det ligeledes ikke straf ved afgørelser af domstolene, men en anden straf, der rammer den skyldige. I Døden på Nilen og enkelte af novellerne forbarmer han sig over en tyv og lader denne slippe mod at tilbagelevere det stjålne, mens pengeafpressere altid overlades til myndighederne. Disse eksempler viser, at den lille, pudsige detektiv under visse omstændigheder anser sin egen dømmekraft for at være en bedre rettesnor end formelle juridiske spilleregler.. Poirots opfattelse af retfærdighed står i disse tilfælde over loven, og han ligner på dette punkt mere en hårdkogt, amerikansk privatdetektiv end en politibetjent.

### Omgangsform
Poirot falder helt naturligt ind i de eksklusive miljøer blandt politikere, finansfyrster og udenlandske tronarvinger. Han kender også etiketten i de gamle, adelige kredse i England. Han falder ligeledes naturligt i samtaler med bohemer og kunstnere. Samtidig kan han optræde helt naturligt i samvær med personer, der tilhører de lavere sociale lag, og denne egenskab giver ham ofte værdifulde spor i en drabssag. Et eksempel findes i Seksten år efter, hvor han uden besvær kommer på bølgelængde med en pensioneret barnepige, Miss Williams, ved at tilpasse sig til hendes måde at fortolke bestemte hændelser.
Poirot er høflig og beleven i sin omgang med kvinder, og i flere tilfælde løser han både små hverdagsproblemer og alvorligere sager som kærlighedsaffærer og jalousidramaer uden at kræve honorar. En enkelt kvinde, smykketyven Vera Rossokoff, er han særlig opmærksom overfor, og Hastings antager, at han er forelsket i denne smukke, russiske femme fatale, som optræder i De fire store, og i to noveller. I den første af disse, The Double Clue (1925) udbryder Poirot: "Se, det er en rigtig kvinde".
Hercule Poirot er en gæstfri mand, som byder både venner, klienter og af og til fremmede på sandwich, ligesom han altid har et omfattende lager af drikkevarer, som han kan byde sine gæster, selv om han ikke selv bryder sig om øl, whisky, sherry, portvin og de forskellige cocktails, han har ingredienserne til at mikse.

Poirot er som regel uforsonlig mod overmodige mordere, når de er afsløret; men han har også en blidere side af sit væsen. De sørgende efterladte bliver trøstet og får gode råd til at komme videre med tilværelsen. 
"Jeg håber, at De bliver lykkelig, madame", sagde Poirot blidt. "De har lidt meget. Men til trods for alt, hvad de har lidt, har De stadig medlidenhed i Deres hjerte"
 Næsten med samme ord udtrykker han sin sympati for en af de efterladte kvinder i slutningen af Hollow-mysteriet, hvor han endog af hensyn til hende lover at skjule resultatet af opklaringen. Han anvender af og til sine psykologiske egenskaber til at "finde den rette ægtemand" til en ung, ulykkelig kvinde. Disse eksempler viser, at han inderst inde var en varm og venlig mand, selvom han på forespørgsel begrunder sin interesse i "arrangerede ægteskaber" i et ønske om orden og metode: "Det er trist at erfare, hvorledes (englændere) arrangerer ægteskaber. Ingen orden. Ingen metode. Alt overladt til tilfældigheder".

#### Venskaber
Uddybende artikler: Arthur Hastings og James Japp.
I sin tid i England udvikler Poirot to nære venskaber: fra 1916 til 1937 er det Hastings, han tilbringer megen tid sammen med, selv om denne allerede i 1923 emigrerede til Argentina. I de følgende år er Hastings ofte i England på forretningsrejser og benytter lejligheden til at assistere sin gamle ven. Poirot og Hastings delte oprindelig en lille lejlighed, som de lejede af Mrs. Pearson i Farraway Street nr. 14. Her tilbragte de det meste af tiden sammen i dagtimerne, medmindre de var på rejse i forbindelse med en sag. Tre år efter Hastings ægteskab og bortrejse til Argentina mindes Poirot sin gamle assistent som "en ven, der aldrig veg fra min side, aldrig svigtede mig." I en række senere romaner forsikrer Poirot om, at Hastings vil vedblive at være hans bedste ven. I alle disse sager og yderligere tre, hvor Hastings ikke optræder, er James Japp den ledende politiofficer under opklaringsarbejdet, men det er altid Poirot, der afslører forbryderen. Japp har ofte en ironisk distance til Poirots indviklede forklaring om en igangværende sag, mens Poirot hyppigt bemærker, at kriminalinspektøren bruger sin energi på at forfølge spor, der ikke fører til sagens opklaring. Samarbejdet med Japp udvikler sig alligevel til et nært bekendtskab, og Poirot lærer ham at sætte pris på det franske køkken i strid med den typiske englænders smag.

##### Ariadne Oliver
Uddybende artikel: Ariadne Oliver.
Fra 1936 til 1972 er Ariadne Oliver hans nærmeste bekendte, men Hastings vender tilbage i 1975 i Poirots sidste sag, Tæppefald. Det virker påfaldende, at Mrs. Oliver overtager rollen som Poirots nærmeste bekendte, for de er meget forskellige. Poirot tager stærkt afstand fra hendes mangel på ordenssans, som strider mod hans opfattelse af orden og metode. Han er dog stærkt imponeret over hendes evne til intuitivt at komme på det rette spor i en vanskelig sag. At deres venskab er ret fortroligt fremgår af, at hun er den eneste af vennerne, han er på fornavn med.
Poirot får fra tid til anden  gode bekendte, som han møder under opklaringen af forskellige sager. Af disse omtaler han Politiinspektør Battle med stor respekt, selv om de blot ved en lejlighed arbejder sammen. Oberst Race mødte han ved samme lejlighed, men allerede året efter var de begge om bord på samme nildamper, hvor der blev begået flere mord. I to tilfælde arbejder han sammen med kriminalinspektør Spence, og de viser stor gensidig respekt. Også nogle af de involverede også mistænkte i hans sager som Mr. Satterthwaite, John Stillingfleet, Johnny Despard og den flegmatiske Mr. Goby, der kan skaffe nyttig information om enhver. "Giv ham fireogtyve timer, og han kan fortælle Dem alt om ærkebiskoppen af Canterburys privatliv" samt smykkeeksperten mr. Robinson, er blandt dem, der kalder Poirot "my friend" og får svaret "mon ami".

### Rejseaktivitet
Selv om Poirot foretrækker de hjemlige omgivelser, overtaler Hastings ham undertiden til at holde ferie for at hvile ud. Det er dog sjældent, at rejserne fører til afslapning, for i de fleste tilfælde sker der et mord på eller i nærheden af rejsemålet. Hans rejse med Orientekspressen, hvor et mord bliver begået i den sovevogn, han rejser med, skyldes dog ikke ferieplaner, men at han har hjulpet den franske regering med at løse et lille problem i Syrien. Han bor på Ritz under en rejse til Paris, fordi han foretrækker "luksus, især når det er en millionær, der betaler".
Indtil ansættelsen af tjeneren George pakker han selv sin kuffert, og det må have været en ganske stor udfordring at få plads til de mange sæt tøj og overtøj, som hans pertentlighed og frygt for kulde påkrævede.
Da Hercule Poirot kræver ro, orden og komfort for at kunne bruge "de små grå celler" optimalt, beklager han sig ofte over standarden på de steder, han er nødt til at benytte som indkvartering. Engelske kroer og pensionater på landet har han især haft dårlige erfaringer med. Om pensionatet Broadhinny udtaler han:
"Jeg lider også, sagde Poirot. Mrs. Summerhayes' madlavning trodser enhver beskrivelse. Man kan overhovedet ikke kalde det for at lave mad. Og så er der træk alle vegne, og en isnende vind trænger ind i stuerne, og kattene kaster op, og hundene fælder, så der er hår overalt, og stolebenene er brækkede - og så den rædselsfulde seng jeg ligger i; den er et torturredskab. Og vandet i badeværelset er knap nok lunkent, og der er huller i trappeløberne, og kaffen – ord kan ikke beskrive det fluidum, der bliver serveret for os under navnet kaffe! Det er en forhånelse mod maven!".. I "Katten i dueslaget" afsløres det, at han trods alle disse genvordigheder satte så stor pris på Maureen Summerhayes, at han lærte hende at lave en omelet.

### Spisevaner
Den lille belgiske detektiv har problemer med fordøjelsen. "Mon estomac", sagde han patetisk. "Hvor sørgeligt at hjernen skal være underkastet mavens luner".  Han holder alligevel af gode måltider, som det ikke blot er en fysisk nydelse, men også en intellektuel forskningsproces at indtage. De retter, han udforsker, har næsten altid franske navne: escargots, consommé, blanquette de veau, petit pois og adskillige andre. Til kødretter foretrækker han en Mouton Rotchild, men også andre franske kvalitetsvine er på hans repertoire.
Fordøjelsesproblemerne er årsagen til hans flyskræk og søsyge. Han henviser til sin sarte mave, når han høfligt afslår de tunge, engelske måltider, men Hastings mistænker ham for i virkeligheden at være kræsen. F.eks. bemærker Hastings, at det ryster Poirot at se en englænder spise morgenmad med bacon, æg, stegte nyrer og marmelade, Han drikker ikke te, og må derfor beklageligt nok nøjes med tre måltider om dagen. Især den engelske eftermiddagste er et måltid, han ikke kan vænne sig til.
I stedet foretrækker han "lette" måltider af fx blanquette de veau med bønner og baba au rhum til frokost. Hans foretrukne drink er solbærlikør, men han ynder også maltekstrakt. Andre drikkevarer han ynder er grenadine, Creme de menthe og forskellige likører, men en flaske Perrier er heller ikke at foragte.
Hans spisevaner er formentlig årsagen til, at han sent i karrieren har tillagt sig en lille rund mave.

### Opklaringsteknik
Hercule Poirot bliver ofte udfordret på sin logiske sans, fordi han i mange af de sager, han involveres i, er udfordret af en kriminel, der har en særlig evne til at undgå at blive mistænkt.
Uddybende artikel: Agatha Christies fortælleteknik.

  
I de tidligste tilfælde er Poirot en ret typisk detektiv, der baserer sin opklaring på logisk sans og systematisk efterforskning.. Han går på jagt efter fysiske beviser som fodspor, fingeraftryk og tabte genstande på mordstedet, men allerede i sin tredje optræden i romanen Hvem dræbte?, er ”psykologiske” iagttagelser og ”studier af den menneskelige natur” det mest fremtrædende i opklaringsarbejdet. Med psykologiske iagttagelser mener han studiet af typiske træk ved den menneskelige natur som at lyve om tilsyneladende ligegyldige småting, at prale af egen dygtighed og lignende. 
[Min metode] (...) er baseret på en fundamental trang i den menneskelige natur - trangen til at tale -til at afsløre sig selv. 
Hans psykologi er også funderet i erkendelsen af:
”Man kan ikke vide noget om et menneskes karakter, før det bliver udsat for prøvelser.”
Poirot bygger korthuse, lægger kabale og puslespil eller tilsvarende for at stimulere sine "små grå celler", når han er ved at køre fast i en sag. Ofte er det disse tilsyneladende unødvendige aktiviteter, der giver ham inspiration til at opklare sagen. Han er ligeledes en habil bridgespiller og deltager af og til – om end mest af høflighed – i selskabslege.
Når det tjener et formål – at opklare sagen – går han ikke af vejen for at opdigte slægtninge, der har været i samme situation som det vidne, han taler med. Fx omtaler han en nevø, der er handikappet i Hvem dræbte?, seks niecer, som han påtænker at købe silkestrømper til for at teste en mistænkt i Kortene på bordet, ligesom han senere i karrieren opdigter en nevø, som mangler en rygsæk, for at få et vidne til at diskutere rygsækkes udseende i Huset i Hickory Road.
I de tidlige faser af opklaringsarbejdet optræder han ofte i rollen som udlændingen, der taler gebrokkent engelsk. Det trick får som regel de mistænkte til at undervurdere hans evner. Når han i slutningen af romanerne gennemgår de forskellige spor, taler han derimod altid et nydeligt engelsk. Han forklarer selv denne adfærd:
"Det er rigtigt, at jeg er i stand til at tale korrekt, flydende engelsk. Men, min kære ven, at tale gebrokkent engelsk er en enorm fordel. Det får folk til at foragte dig".
De "nye" metoder afholder ham dog ikke fra at anvende de "gamle" metoder også mod slutningen af karrieren. Derfor medbringer han bl.a. et mikroskop i lommeformat, udstyr til at tage fingeraftryk og en dirk. Det afgørende er at finde mønsteret i sagen og bygge det på kendsgerninger. Sammenfattende er det rimeligt at konkludere, at Poirot benytter sig af forskellige metoder i forskellige situationer, og at det er denne egenskab, der gør ham til den dygtigste detektiv i historien. Han understreger selv, at han er den bedste detektiv, ”verden har set”, men også andre giver ham et lignende skudsmål, bl.a.kriminalinspektør Japp, som dog har et anstrøg af ironi, når han omtaler Poirots "små grå celler".
I løbet af efterforskningen udpeger han ofte de vigtigste spor i sagen for den ledende politiofficer og sine forskellige hjælpere, men han holder sine ”små ideer og konklusioner” hemmelige, indtil alle detaljer er faldet på plads ved hjælp af de små grå celler. Et andet eksempel på, at Poirot understreger en vigtig information uden at forklare ideen hermed, er hans spørgsmål om en kalender i En af mine sønner. Ideen er ikke, at konstatere, hvilken dato, kalenderen viser, men derimod at teste, om husets butler er svagtseende.
Når han har samlet sine tilhørere, udtrykker han sig som regel med en vis dramatisk effekt: "Jeg har til hensigt at nå frem til sandheden, som – uanset hvor grim den tager sig ud – altid ser smuk ud for den, der søger den."  På sin vej mod sandheden udpensler han først indicier mod flere, der viser sig at være uskyldige. Ofte opfatter tilhørerne denne adfærd som udtryk for arrogance, men Poirot afslører selv, at disse små belæringer har til formål at lokke den skyldige til at slappe af, så den egentlige afsløring skræmmer forbryderen til at foretage sig noget overilet.
Det kan virke overraskende, at en så selvbevidst og metodisk person af og til gribes af mismod og manglende tillid til egne evner under opklaringen af en sag:
 Men hvad nytter det at være Hercule Poirot med grå celler af en finere kvalitet end andre menneskers, når man ikke kan udrette mere end almindelige mennesker? 

 
Det sker heller ikke sjældent, at han får den afgørende idé ved et tilfælde, som ændrer hans syn på hændelsesforløbet. I Tretten til bords er det en tilfældig bemærkning fra en forbipasserende, der bringer ham på sporet af sagens rette sammenhæng, og få år senere er det en tilsvarende tilfældighed, der bringer ham på rette spor, hvorefter han bemærker: 
 Alt er helt bagvendt, helt forkert i denne sag….Vi betragter nemlig sagen under den synsvinkel, morderen ønsker, vi skal anlægge.
Mordets typologi hjælper ofte Poirot til at afsløre morderen. Hans evner sættes som regel på afgørende prøver, for de fleste forbrydere er dygtige planlæggere, der er i stand til at skaffe sig et vandtæt alibi. I slutningen af en Poirot-roman samler han alle mistænkte til en gennemgang af sagens fakta. Han opridser herefter sagens kendsgerninger, og de sagen uvedkommende spor forklares. Herefter afslører han trin for trin de metoder, forbryderen har anvendt, så det er klart, at alle spor, der har betydning for opklaringen, peger i samme retning. Poirot bliver i nogle tilfælde også ført bag lyset undervejs, men ender naturligvis med at opklare sagen til stor overraskelse for det publikum, han har forsamlet. Der er ikke nogen tvivl om, at han nyder denne del af ”forestillingen”:
"Jeg kom herhen for at løse en gåde. Gåden er løst. Men lad mig begynde med at gennemgå de forskellige punkter".

Overraskende mange af de ”geniale” forbrydere, han afslører, har forsøgt at bruge Poirot som en afgørende brik i deres alibi, men ender med at blive straffet for deres overmod: 
Den komedie, De planlagde og opførte i (...) De skulle ikke have givet Hercule Poirot hovedrollen. Det var Deres fejl – Deres meget alvorlige fejl.
Flere andre forbrydere har gentaget den fejl, som morderen i Døden lurer begik. Også i Mord for åbent tæppe og Tretten til bords forsøger en koldblodig morder at skaffe sig et alibi ved at engagere Poirot i sagen. Poirot bemærker da også efter opklaringen af en af sine senere sager, at de fleste mordere, han har kendt, var frække og selvovervurderende, så længe de følte sig sikre, men ynkelige, når de var blevet afsløret.
En af de mest overmodige af Poirots modstandere er forbryderen i ABC mordene, som udfordrer detektiven ved at skrive breve til ham med oplysninger om, hvor og hvornår næste mord bliver begået. Denne selvsikkerhed ender med at blive straffet, ligesom en anden "fræk og selvsikker" morder mere end 20 år senere afsløres med bemærkningen:
"Og hertil vil jeg svare, at det ikke er første gang, at en morder er alt for sikker på sig selv."
Det er dog ikke alle forbrydelser, der er planlagte. Selv om mange mordere er formidable planlæggere, kommer Poirot også ud for affektmord, som kan være meget vanskelige at opklare, fordi
"Det er oftest de allerroligste og mest medgørlige mennesker, som man ser pludseligt og uventet eksplodere i en voldshandling på grund af, at deres evindelige selvbeherskelse pludselig slår klik og så går de til yderligheder."
I Kortene på bordet annoncerer værten ved en bridgeaften, at han vil afsløre flere mordere efter spillet, og en af spillerne dolker ham derfor af frygt for at blive udpeget som morder. Det er indledningen til en lang og kompleks opklaringsproces, hvor der på trods af blot fire mistænkte er en del overraskelser undervejs. Hollow-mysteriet drejer sig ligeledes om et drab, der udføres som en spontan handling, men her kompliceres sagen af, at gerningsmanden får bistand til at sløre kendsgerningerne fra en helt uventet kant. Da Poirot opdager dette, anerkender han den pågældendes dygtighed.
"C’est formidable!, mumlede han. De er en af de dygtigste modstandere, jeg nogensinde har haft, mademoiselle."
I Den døde vender tilbage efterforsker Poirot både et overlagt drab og en episode, der viser sig at være vold med døden til følge, som er begået i affekt. Da han finder formildende omstændigheder ved sidstnævnte forbrydelse, må han afstå fra den store forestilling, som afsløringen normalt er:
"Sæt Dem ned.(..) Vi vil sidde her og drikke vores kaffe, og De skal alle tre høre på Hercule Poirot, mens han holder en forelæsning for Dem om forbrydelse."
Hercule Poirot afslører i enkelte tilfælde en mordplan, inden den er ført ud i livet. Ved at advare planlæggeren forhindrer han udførelsen af forbrydelsen i Hvepsereden, mens en tilsvarende advarsel bliver ignoreret af den skyldige i Solen var vidne.

## Forfatterens egne kommentarer
Lige som sir Arthur Conan Doyle blev træt af Sherlock Holmes, mistede Christie tålmodigheden med sin egen detektiv Poirot. I slutningen af 1930'erne betroede Christie sin dagbog, at hun fandt Poirot "ulidelig", "pralende" og var irriteret over hans evindelige 
pleje af sin moustache og rysten på sit æggeformede hoved.
Hun gik så vidt, at hun lod ham afgå ved døden i et manuskript fra ca. 1939, som hun dog først lod udkomme i 1975..
I 1960'erne betegnede hun ham som "et egocentreret kryb".  Hun havde faktisk skaffet sig af med den lille belgier i manuskriptet til Tæppefald, nedskrevet omkring anden verdenskrig, men i modsætning til Conan Doyle modstod hun fristelsen til at offentliggøre hans død, mens han stadig var populær. I stedet valgte hun at lade ham udvise større empati med personer, der havde været udsat for lidelser i de sager, han blev involveret i. Tillige lod hun i de senere romaner ofte Poirot ankomme sent i plottet, som regel tilkaldt af en person, der havde opgivet at opklare sagen. En af de mulige forklaringer på, at hun lod ham overleve trods sin modvilje mod ham, er, at hun så sig selv som en entertainer, hvis opgave var at skrive, hvad publikum kunne lide, og hendes læsere foretrak Poirot.

## Fortsat succes
Christies romaner i almindelighed og Poirot-fortællingerne i særdeleshed trykkes i nye oplag, som er sikre salgssuccesser. Allerede i 1930 forudså forfatteren Anthony Berkeley, at den klassiske engelske kriminalroman ikke kunne fastholde læsernes interesse meget længere. Litteraturkritikeren Edmund Wilson fulgte samme spor, da han i en serie essays kritiserede krimigenren for manglende litterær kvalitet. Med direkte reference til Hercule Poirot som person hævdede han, "at ingen gider bekymre sig om, hvem der dræbte Roger Ackroyd". Trods gentagne påstande fra mange sider om genrens "død", er der intet der tyder på, at Wilson får ret i sine påstande. Tværtimod interesserer drabet på Roger Ackroyd "en usædvanlig stor skare mennesker". Dette afspejler sig bl.a. i flere fanklubber på internettet. Successen har også affødt en egentlig biografi over hans liv og virke, hvor de forskellige omstridte spørgsmål om hans karriere diskuteres indgående, ligesom hans meritter omtales grundigt i to Agatha Christie-biografier.
En af forklaringerne på Poirots fortsatte succes er Christies strategi med at anvende fortællerpositionen som det led i kompositionen, der hyppigt afleder læserens opmærksomhed fra den virkelige forbryder ved at skabe en emotionel forbindelse mellem læseren og den skyldige. Læserens sympati for en person i en særlig position eller et offer for et svigt benytter Christie til at placere de afgørende hints om den pågældendes skyld i den løbende dialog.
Successen underbygges af, at en seerafstemning har afsløret, at-serien i ITV om Poirot har "kvinder mellem 18 og 29 år" som de mest begejstrede tilhængere af den excentriske belgier. Teorier om, at han foretrækkes af "aldrende kvinder" kan derfor tilbagevises.

## Biografiske noter

### Kronologi
Selv om Hercule Poirots nekrolog blev bragt i New York Times, opstår der en del problemer med at skabe orden og metode i den belgiske detektivs biografi i kronologisk orden. Bogudgivelserne dækker en periode på 55 år, men beskrivelserne af hans udseende og kondition tyder på, at han næppe er blevet mere end ca. 30 år ældre fra han kom til England til sin død. Hans fødselsår nævnes ikke i Christies beretninger om hans karriere, og derfor må dette konstrueres på baggrund af tolkninger af nogle meget sparsomme oplysninger om hans virke, før han flygtede til England. Adskillige forsøg på at skabe en sammenhængende biografi er blevet foretaget, men som Anne Hart bemærker:
"Jeg antager, at Agatha Christie - og Poirot selv - blot ville more sig over alle disse matematiske øvelser." 
En af de "matematiske øvelser" støtter sig til et indicium, der findes i Poirot Historier, hvoraf det fremgår, at han var knap 40 år, da han forlod det belgiske politi. Det skete mellem 1909, hvor han stadig arbejdede i Belgien, og 1916, hvor han ankom til England. Ud fra disse oplysninger er han derfor født ca. 1870, og da hans død blev kendt, måtte han derfor være over 100 år gammel. En anden teori tager udgangspunkt i hans formodede pensionsalder fra det belgiske politikorps. På den baggrund antages han at være født mellem 1849 og 1854. I Ellezelles, hvor han formodes at være født, findes et dokument i bystyrets arkiver, hvoraf det fremgår, at han er født den 1. april 1850.
Manuskriptet til Tæppefald er skrevet omkring 2. verdenskrigs udbrud. Forklaringen på hans usædvanligt høje alder, da Tæppefald udkom i 1975, kan være, at Christie har udsat offentliggørelsen af manuskriptet, hvori hun skaffer Poirot af vejen i ca. 35 år for i mellemtiden at publicere de sager, der endnu ikke var udgivet.
Rækkefølgen af de sager, han er involveret i, er heller ikke helt nem at dokumentere. Faste holdepunkter er De låsede døre, som foregår under 1. verdenskrig. Et andet fast holdepunkt er, at handlingen i De fire store ifølge Hastings finder sted året før begivenhederne i Hvem dræbte?, dvs. 1924 eller 1925. Fine sko med spænder er ligeledes tidsfæstet, idet den engelske nazistiske bevægelse nævnes, ligesom det er klart, at England er i overhængende fare for at blive involveret i en storkrig, som kun kan være 2. verdenskrig.
De fleste beretninger om Poirots rejser til Mellemøsten er udgivet i 1930’erne. Men der er indicier, der peger på, at han muligvis har foretaget disse rejser tidligere. Da han involveres i sagen om Mordet i Orientekspressen, er han angiveligt på vej hjem fra Syrien, hvor han har hjulpet den franske regering med at løse et lille problem. Syrien var efter 1. verdenskrig kommet under et fransk mandatstyre, der blev udsat for et drusisk oprør i 1925, som først fandt en politisk løsning i 1936. Fra Syrien skulle Poirot egentlig til Istanbul, men blev forhindret af snevejr på Balkan. Mord i ørkenen foregår angiveligt i Irak kort tid efter, at han løste en militær skandale i Syrien. Da han næppe har været involveret i to forskellige skandaler på samme lokalitet, tyder disse oplysninger på, at han rejste fra Syrien via Istanbul til Irak. Set i lyset af, at Poirot efter sin tilbagetrækning var utilbøjelig til at tage på længere rejser, er det sandsynligt, at Døden på Nilen. og Stævnemøde med døden,, der udspiller sig i Petra, ligeledes er sager fra samme rejse, som han påtog sig at opklare, fordi han var i nærheden af gerningsstedet. En yderligere brik til dette puslespil findes i Mord i ørkenen, udgivet i 1936, hvor det nævnes, at rejsen med Orientekspressen foregik ca. 4 år tidligere.
En "triviel" forklaring på, at Poirot i en formentlig høj alder pludselig foretager lange rejser til fjerntliggende egne, kan være, at Christie i 1930'erne efter at have indgået ægteskab med Max Mallowan, fulgte ægtefællen til udgravninger i Mellemøsten og Egypten. På disse rejser skrev hun bl.a. Døden på Nilen, ligesom bøgerne Mord i ørkenen og Stævnemøde med døden fra hhv. 1936 og 1938 både er mordgåder og beskrivelser af livet blandt arkæologer under en udgravning.. Disse miljøer kunne Poirot formentlig bedre indpasses i end Miss Marple, som indtil 1960 kun færdedes i England og foretrak at opklare drab i små landsbyer.
Hertil kan føjes, at adskillige krydsreferencer i bøgerne er benyttet til at skabe en vis systematik i sagernes indbyrdes rækkefølge. I Mord for åbent tæppe  udtrykker Poirot sin misfornøjelse med at have trukket sig tilbage, så det er antagelig hans første sag efter opklaringen af mordet på Roger Ackroyd. Af Døden lurer fremgår det, at hændelserne i St. Loo udspiller sig året efter hans rejse med Det blå tog. Mrs. Van Schuyler omtaler Rufus van Aldin, som engagerede Poirot til at opklare drabet i det pågældende tog.. ABC Mordene foregår i efteråret 1935. I Stumt vidne afslører Poirot opklaringen af hele fire tidligere sager, og i Katten i dueslaget nævner en af personerne, at Poirot kender hendes tante fra sagen, Agatha Christie beskriver i Dommen er afsagt

### Inspirationskilder
Poirots navn leder opmærksomheden hen på to andre fiktive detektiver, som blev skabt kort før 1. Verdenskrig. Marie Belloc Lowndes Hercule Popeau og Frank Howel Evans' Monsieur Poiret, en tidligere belgisk politiofficer, der boede i London. Ingen af disse har i modsætning til Hercule Poirot opnået længerevarende popularitet. Også A. E. W. Masons fiktive detektiv fra det franske politikorps Sûreté, Inspector Hanaud, som først optrådte i 1910 i romanen At the Villa Rose har formentlig inspireret Christie til at skabe en fransktalende detektiv.

## Poirot på film og TV

### Film
Peter Ustinov har spillet rollen som Poirot seks gange i filmatiseringer af den belgiske detektiv:
- Death on the Nile (1978) – Døden på Nilen
- Evil Under the Sun (1982) – Solen var vidne
- Appointment with Death (1988) – Stævnemøde med døden
- Thirteen at Dinner (1985) – Tretten til bords
- Dead Man's Folly (1986) – Dødens tempel
- Murder in Three Acts (1986)- Mord for åbent tæppe

Mens de første tre foregik omtrent på samme tidspunkt, som i de bøger, der var forlæg, var de sidste tre flyttet fra henholdsvis 1930'erne og 1950'erne til tiden, hvor de blev optaget, hvilket bl.a. ses af de telefoner og bilmodeller, der benyttes.
Lord Edgware Dies havde Faye Dunaway i den kvindelige hovedrolle og David Suchet i rollen som James Japp blot fire år før Suchet begyndte at optræde som Poirot. Sin rolle som Japp har han selv betegnet som den “formentlig værste optræden i min karriere".
Af andre skuespillere, der har spillet Poirot i film kan nævnes Albert Finney, Ian Holm og Alfred Molina.

### TV-indspilninger
I den populære serie Agatha Christie's Poirot er der fra 1989 til 2013 i alt indspillet 75 episoder, hvor David Suchet spiller rollen som Hercule Poirot. Serien er især i de tidligst udsendte afsnit meget trofast over for de originale plot, men i enkelte tilfælde er væsentlige pointer udeladt. I en enkelt episode er en person, der var koldblodig morder i Christies originale udformning, helt uskyldig. En af Christies absolut korteste noveller, Hvepsereden (en: Wasp’s Nest), er udbygget med flere personer og en række begivenheder, som ikke findes i novellen. Plottet og pointen er dog identisk med forlægget. David Suchet er i serien meget omhyggelig med i adfærd og påklædning at være tro mod Christies beskrivelse af sin detektiv. Suchet har fortalt, at han forberedte sig på rollen ved at gennemlæse samtlige romaner og noveller om Poirot og nedskrev alt af interesse. Notaterne lå fremme, hver gang han prøvede på rollen, så han kunne gengive hver detalje i Christies beskrivelse af sin detektiv.
Efter 25 år som Poirot udtalte David Suchet under indspilningerne til Tæppefald sin sorg over det endelige farvel til en rolle, som han havde elsket at spille:
Poirots død var slutningen på en lang rejse for mig. Jeg havde altid ønsket at spille rollen som Dame Agathas virkelige Poirot [...] Han var for mig ligeså ægte som han havde været for hende: en stor detektiv, en bemærkelsesværdig mand, skønt, nu og da, en smule irriterende. Jeg lader tankerne løbe tilbage til Poirots sidste ord i scenen lige før han dør. Dette Cher ami var ikke blot en bemærkning til Hastings. Det var mit farvel til min kære, kære ven Poirot. Jeg sagde også farvel til ham – og jeg gjorde det af hele mit hjerte.
I Internet Movie Database er serien som helhed højt rangeret (gennemsnit 8.6) De højst vurderede enkeltafsnit er:
- Curtain: Poirot's Last Case 8.7
- The ABC Murders 8.5
- The Labours of Hercules 8.3
- Five Little Pigs 8.2
- The Chocolate Box 8.2
- Elephants Can Remember 8.2
- Hercule Poirot's Christmas 8.1
- The Yellow Iris 8.1
- Dead Man's Folly 8.1
- Peril at End House 8.1

Agatha Christie's Hercule Poirot blev valgt som bedste TV-krimiserie, og Agatha Christie blev valgt til bedste krimiforfatter i det 20. århundrede af Boucheron.

## Teaterstykker
Poirot optræder som detektiv i en dramatisering af Hvem dræbte, som teaterstykke omdøbt til Alibi. Han har også rollen som efterforsker i det originale teaterstykke Black Coffee (1930). Nogle af romanerne som Kortene på bordet og Døden på Nilen er ligeledes omskrevet for teateret, men uden Poirot på rollelisten. Christie selv mente, at han var for vanskelig at omplante til scenen.

## Bøger
Poirot optræder i 33 romaner og 54 noveller af Christie. To af romanerne, De fire store og Hercule Poirots Mesterstykker, består af flere forskellige plots, som er kædet sammen i en løs, fælles struktur og som derfor kan læses som noveller. Fem noveller har en længde, som svarer til den engelske betegnelse "novella", dvs. 80-100 normalsider. Af disse er plottet i Trekanten på Rhodos identisk med forløbet i Solen var vidne, ligesom Gule Iris er blevet udvidet til en roman dog uden Poirot som detektiv.. Også Det blå tog har en novelle, Plymouth - ekspressen som direkte forlæg, men som i Solen var vidne har personerne andre navne.
I 2013 blev der med Christie-selskabets tilladelse udgivet endnu en Poirot-roman  The Monogram Murders, skrevet af Sophie Hannah og oversat til dansk med titlen Monogram-mordene. Den foregår i 1929 og sagen er formentlig "glemt" af Christie. Den danske udgave fra 2014 fik fine anmeldelser.
Alle Agatha Christies romaner og de fleste noveller med Poirot som detektiv er udkommet på dansk. En del af de ældste er udgivet af Hasselbalch 1925-1938. Andre er udgivet af Carit Andersens Forlag i nummereret rækkefølge, men ikke i kronologisk orden. Nogle findes i denne serie i forskellige udgaver.
Forum Krimi og Peter Asschenfeldts nye Forlag samt dettes bogklub har videreført udgivelserne; nogle med ny dansk titel. I tabellen er årstallet for den danske udgivelse så vidt muligt førsteudgavens udgivelsesår, men hvor det ikke har kunnet opspores, er Carit Andersens series nummerering anvendt. Den er anført som en note ved de respektive udgivelser.
| Udgivelsesår (engelsk) | Titel på engelsk                       | Titel på dansk                                                    | Dansk udgivelsesår | Dansk forlag                                     |
| ---------------------- | -------------------------------------- | ----------------------------------------------------------------- | ------------------ | ------------------------------------------------ |
| 1920                   | The Mysterious Affair at Styles        | De låsede Døre                                                    | 1954               | Carit Andersens Forlag "De trestjernede”, nr. 36 |
| 1923                   | Murder on the Links                    | Den åbne Grav                                                     | 1925               | Carit Andersens Forlag (Omnibusserien)           |
| 1924                   | Poirot Investigates                    | Poirot Historier                                                  | 1973               | Forum Krimi                                      |
| 1926                   | The Murder of Roger Ackroyd            | Hvem dræbte?                                                      | 1961               | Carit Andersens Forlag "De trestjernede”, nr.8   |
| 1927                   | The Big Four                           | De fire store                                                     | 1963               | Carit Andersens Forlag "De trestjernede”, nr. 19 |
| 1928                   | The Mystery of the Blue Train          | Det blå Tog                                                       | 1952               | Carit Andersens Forlag "De trestjernede”, nr. 20 |
| 1932                   | Peril at End House                     | Døden lurer                                                       | 1960               | Carit Andersens Forlag "De trestjernede”, nr. 2  |
| 1933                   | Lord Edgware Dies                      | Tretten til Bords                                                 | 1962               | Carit Andersens Forlag "De trestjernede”, nr. 17 |
| 1934                   | Murder on the Orient Express           | Mordet i Orient Ekspressen                                        | 1960               | Carit Andersens Forlag "De trestjernede”, nr. 1  |
| 1935                   | Three Act Tragedy                      | Mord for Åbent Tæppe                                              | 1961               | Carit Andersens Forlag "De trestjernede”, nr. 10 |
| 1935                   | Death in the Clouds                    | Døden i Skyerne                                                   | 1961               | Carit Andersens Forlag "De trestjernede”, nr. 4  |
| 1935                   | The A.B.C. Murders                     | ABC Mordene                                                       | 1960               | Carit Andersens Forlag "De trestjernede”, nr. 3  |
| 1936                   | Murder in Mesopotamia'                 | Mord i Ørkenen                                                    | 1963               | Carit Andersens Forlag "De trestjernede”, nr. 23 |
| 1936                   | Cards on the Table                     | Kortene på bordet                                                 | 1964               | Carit Andersens Forlag "De trestjernede”, nr. 38 |
| 1937                   | Dumb Witness                           | Stumt vidne                                                       | 1961               | Carit Andersens Forlag "De trestjernede”, nr. 11 |
| 1937                   | Death on the Nile                      | Døden på Nilen                                                    | 1961               | Carit Andersens Forlag "De trestjernede”, nr.7   |
| 1937:                  | Murder in the Mews                     | Mord i Smøgen                                                     | 1972               | Forum Krimi                                      |
| 1938:                  | Appointment with Death                 | Stævnemøde med døden                                              | 1964               | Carit Andersens Forlag "De trestjernede”, nr.28  |
| 1938:                  | Hercule Poirot's Christmas             | En af mine sønner                                                 | 1964               | Carit Andersens Forlag "De trestjernede”, nr. 42 |
| 1940:                  | Sad Cypress                            | Var hun uskyldig?                                                 | 1964               | Carit Andersens Forlag "De trestjernede”, nr. 35 |
| 1940:                  | One, Two, Buckle my Shoe               | Fine sko med spænder                                              | 1959               | Carit Andersens Forlag "De trestjernede”, nr. 45 |
| 1941:                  | Evil Under the Sun                     | Solen var vidne                                                   | 1964               | Carit Andersens Forlag "De trestjernede”, nr. 34 |
| 1942:                  | Five Little Pigs                       | Seksten år Efter                                                  | 1961               | Carit Andersens Forlag "De trestjernede”, nr. 27 |
| 1946:                  | The Hollow                             | Hollow-mysteriet                                                  | 1961               | Carit Andersens Forlag "De trestjernede”, nr. 25 |
| 1947:                  | The Labours of Hercules                | Hercule Poirots Mesterstykker                                     | 1957               | Carit Andersen (Omnibusserien)                   |
| 1948:                  | Taken at the Flood                     | Den døde vender tilbage                                           | 1966               | Carit Andersens Forlag "De trestjernede”, nr. 52 |
| 1952:                  | Mrs. McGinty's Dead                    | Dommen er afsagt                                                  | 1964               | Carit Andersens Forlag "De trestjernede”, nr.37  |
| 1953:                  | After the Funeral                      | Blev han myrdet?                                                  | 1961               | Carit Andersens Forlag "De trestjernede”, nr.15  |
| 1955:                  | Hickory, Dickory, Dock                 | Huset i Hickory Road                                              | 1965               | Carit Andersens Forlag "De trestjernede”, nr.46  |
| 1956:                  | Dead Man's Folly                       | Dødens Tempel                                                     | 1965               | Carit Andersens Forlag "De trestjernede”, nr.44  |
| 1959:                  | Cat Among the Pigeons                  | Katten i dueslaget                                                | 1965               | Carit Andersens Forlag "De trestjernede”, nr.50  |
| 1960:                  | The Adventure of the Christmas Pudding | Agatha Christies bedste Kriminalhistorier                         | 1971               | Forum Krimi                                      |
| 1963:                  | The Clocks                             | Tretten minutter over fire                                        | 1973               | Forum Krimi                                      |
| 1966:                  | Third Girl'                            | Den tredie pige                                                   | 1966               | Forum Krimi                                      |
| 1969:                  | Hallowe'en Party                       | Det forkerte vidne                                                | 1970               | Forum Krimi                                      |
| 1972:                  | Elephants Can Remember                 | Elefanter glemmer aldrig                                          | 1973               | Forum Krimi                                      |
| 1974:                  | Poirot's Early Cases                   | Gule iris er en næsten tilsvarende samling af de tidlige noveller | 1972               | Forum Krimi                                      |
| 1975:                  | Curtain: Poirot's last Case            | Tæppefald                                                         | 1976               | Forum Krimi                                      |